# English Masters 1979
Das English Masters 1979 im Badminton fand vom 19. bis zum 22. September 1979 in der Royal Albert Hall in London statt. Es war das erste Badmintonturnier, bei welchem ein Preisgeld ausgeschüttet wurde. Die Preisgeldhöhe war jedoch im Vergleich zum Tennis relativ bescheiden. Prakash Padukone und Lene Køppen erhielten jeweils 3000 britische Pfund Siegprämie, konnten diese jedoch nicht annehmen, da sie zu diesem Zeitpunkt noch nicht den Status eines Lizenzspielers besaßen. Nur Lizenzspieler durften in dieser Zeit derartige Gelder annehmen, wurden jedoch von reinen Amateurveranstaltungen wie Commonwealth Games oder Asienspiele ausgeschlossen. Die Gelder gingen in derartigen Fällen an den Badmintonverband des Starters. Nichtsdestoweniger wurde mit diesem Turnier die Ära des Open Badminton eingeläutet. In der Folge wurden mehrere Masters-Turniere ins Leben gerufen wie zum Beispiel das Scandinavian Masters, das Indian Masters und das Malaysian Masters.

## Finalresultate
| Disziplin    | Sieger                        | Finalist                       | Ergebnis          |
| ------------ | ----------------------------- | ------------------------------ | ----------------- |
| Herreneinzel | Prakash Padukone              | Morten Frost                   | 15:4, 15:11       |
| Dameneinzel  | Lene Køppen                   | Gillian Gilks                  | 12:10, 11:4       |
| Herrendoppel | Thomas Kihlström Bengt Fröman | Ray Stevens Mike Tredgett      | 18:16, 15:9       |
| Damendoppel  | Nora Perry Jane Webster       | Atsuko Tokuda Yoshiko Yonekura | 15:2, 8:15, 15:10 |